# Stadtlauringen
Stadtlauringen é um município da Alemanha, situado no distrito de Schweinfurt, no estado da Baviera. Tem 63,62 km² de área, e sua população em 2019 foi estimada em 4.087 habitantes.